# LIPS (メガマソの曲)
『LIPS』は、日本のヴィジュアル系ロックバンドであるメガマソが2007年8月15日にリリースした通算2枚目のシングルである。

## 販売形態
- LIPS 初回限定盤（CD＋DVD）
- LIPS 通常盤（CD）

## 収録曲

### 初回限定盤
1. LIPS
  - 作詞・作曲：涼平
  - テレビ東京系「Re:あにてれ情報局」オープニングテーマ。
  - 仮タイトルは「SWIMMER」だった[1]。
2. ブルーブイネックジャパン
  - 作詞・作曲：涼平
3. In Pinkey Jelly tonight
  - 作詞・作曲：涼平

- DVD
  - PV 「LIPS」

### 通常盤
1. LIPS
2. ブルーブイネックジャパン
3. プリペアドピアノのための即興ソナタ集よりインタールードNo.1「Kuraudo＆Sefirosu」
  - 作曲：涼平
  - インストゥルメンタル作品。歌詞カードには表記されているものの、ジャケットの収録曲の中には書かれていないシークレットトラック扱いの楽曲。
  - 曲名は作曲家ジョン・ケージの作品「プリペアド・ピアノのためのソナタとインターリュード」をもじったものと思われ、冒頭部分に微かにではあるが「はい」と言う涼平自身の声が入っている。
4. In Pinkey Jelly tonight
5. 二十六人の坊主と一人の尼
  - 作詞・作曲：涼平